# Chidori
De Chidori (千鳥, Letterlijk "Duizend Vogels") is een jutsu ontwikkeld door Hatake Kakashi tijdens diens jeugd. Deze wordt gevormd door het focussen van Raiton (bliksem) chakra in de handpalm. Deze hoge concentratie van elektriciteit produceert het geluid dat lijkt op sjirpende vogels. Vandaar komt dus ook de naam van de jutsu. Eens er genoeg chakra is verzameld bestormt de gebruiker zijn doelwit en duwt de Chidori erin. De snelheid en de grote concentratie chakra in de aanval maken het mogelijk om bijna elke vorm van verdediging te doorboren. Door de hoge snelheid van de Chidori wordt er tijdens de aanval een soort 'tunnel-zicht' gecreëerd waardoor de gebruiker heel kwetsbaar is voor een tegenaanval. Door dit "mankement" zijn enkel ninja die Sharingan hebben in staat om de Chidori's volle potentieel te benutten. Kakashi leert de Chidori in deel I ook aan Sasuke.
Omdat er zo'n grote concentratie chakra nodig is om de bliksem op te roepen en te controleren, hebben zowel Kakashi als Sasuke in het begin een limiet op het gebruik van de Chidori. Per dag kunnen ze deze techniek maar een paar keer gebruiken. Gaan ze over deze limiet dan zal hun Chakra uiteindelijk uitgeput raken en zullen ze sterven. Kakashi heeft als uitvinder van de Chidori een bepaald niveau van controle verkregen groot genoeg om zelfs een bliksemschicht te splijten. Hij benoemt deze versie "Bliksemzwaard" (雷切, Raikiri). Sasuke leert in deel II onder Orochimaru deze techniek te perfectioneren wat hem in staat stelt de Chidori te verplaatsen in vastere vormen zoals katana's en naalden.